# Pelargonium articulatum
Pelargonium articulatum är en näveväxtart som först beskrevs av Antonio José Cavanilles, och fick sitt nu gällande namn av Carl Ludwig von Willdenow. Pelargonium articulatum ingår i släktet pelargoner, och familjen näveväxter. Inga underarter finns listade i Catalogue of Life.